# Ковачица
Ковачица (слч. Kovačica; мађ. Antalfalva; рум. Covăcița) је насеље у Србији и седиште истоимене општине у Јужнобанатском управном округу.

## Географија
Налази се у Банату. Удаљена је 27 км од Панчева, 43 км од Београда, 41 км од Зрењанина, 255 км од Ниша и 79 км од Новог Сада. Од европских градова удаљена је 550 км од Братиславе, 97 км од Темишвара, 608 км од Кошица, 585 км од Беча, 872 км од Прага, 408 км од Софије, 1033 км од Минхена.

## Историја
Ковачица је основана 1802, али постоје подаци о постојању мањих насеља још из 1458. године. Словачкој насеобини је претходило мање српско насеље са тим именом. У једном турском документу из 1685. помиње се српско место Ковачица, на друму између Томашевца и Панчева. Село је затим запустело и до колонизовања граничара било пустара са добром травом, коју су арендатори узимали за испашу стоке. Један део ковачичке пустаре називао се "Суботина пустара" са ту ископаним "Суботиним бунаром", који су добили име по Суботи Владисављевом, арендатору из Томашевца.
После 1751. овде се опет насељавају Срби, сада граничари из Потисја и Поморишја, који ће као штација 1767. године званично ући у састав Немачко-банатског пука у Панчеву. По Елеру царском ревизору 1774. године постоји и пустара Ковачица у Бечкеречком дистрикту. У Ковачици је рођен 1780. трговац Петар (Станисављевић) Рајић, који је као становник Пеште, 1826. године био један од првих оснивача Матице српске. Место је опет опустело, страдавши током аустријско-турског рата 1788. године. Словаци евангелисти из Ечке и других места долазе после 1800. године на плодну пустару Ковачица, и стварају нову велику граничарску штацију.
Неколико година (негде између 1835-1845) у команди граничарске компаније Ковачица, службује до пензије знаменити Србин, свестрани културни радник, лајтант управитељства Александар Андрић (1816-1876). Поручник Андрић се интензивно бавио књижевним радом и превођењем са немачког на српски. Писао је приповетке, које су изашле и посебно, као књига "Приповетке" у Будиму 1845. године. У Сегедину је исте 1845. године штампао и практичну књигу о узгоју свилених буба - производњи свиленог конца. Објавио је и штампао у својој штампарији у Београду 1861-1862. године две књиге својих и преведених туђих приповедака, под насловом: "Целокупна дела Александра Андрића". Писао је песме и краће литерарне и историографске написе у туђим и својим листовима. Писао је дописе из Границе и прилоге у новинама: "Сербскиј народни лист" Пешта (1840-1845), "Пештанско-будимскиј скоротеча" Пешта (1841-1844), "Сербскиј летопис" Пешта (1842), "Нови сербски летопис" Пешта (1841). Издавао је и уређивао свој политички лист "Световид" између 1852-1870. године, који се сели од Темишвара, преко Беча у Београд. У оквиру тог листа излазила су два књижевна подлиска: "Зимзелен" (1847-1862) и "Светозор" (1854). Пред смрт бави се у Букурешту, где покреће "Восток" - српско-бугарски лист 1874. године. Као ангажовани и заслужни Србин, биран је 1848. године у Главни одбор Српског покрета, у Карловцима. Постао је 1861. године члан Матице српске у Новом Саду, и био кратко време у њеном Књижевном одељењу. Док је живео у Београду, изабран је за почасног члана Српског ученог друштва у Београду. Бавио се новинарством, а по пензионисању био издавач својих новина и календара, те држао дуго штампарију где су се штампали многи српски наслови. Издавао је своје календаре "Бршљан" (1861) и Немачко-српски календар за 1864. годину - на немачком језику у Београду.
Када је укинута банатска војна граница у Ковачици је пописано 1873. године: 60 Шваба (Немаца), 15 Срба и 3159 Словака. Укупно је тада у месту било 3234 становника. Године 1905. насеље Ковачица је у Торонталској жупанији, и у њему живи само 19 становника Срба.
У парку код данашње зграде Гимназије, 1924. године откривен је споменик новосадском адвокату Светозару Милетићу, председнику Српске народне странке, и вођи Срба у Угарској. Милетић је био и велики поборник јединства свих Словена и осведочени пријатељ Словака, од времена када се школовао на универзитету у Пожуну (данашњој Братислави). Становници Ковачице окупљени у друштву "Покрок" - читаоници, исказали су свој пијетет на делу, у поводу тада државног празника Видовдана.
Ковачица је у 20. веку надалеко позната као колонија сељака сликара наиваца. Позната имена словачке наиве из Ковачице су Јан Сокол, Мартин Јонаш и Зузана Халупова .
У Ковачици је рођен 1933. године српски књижевник Брана Бранислав Црнчевић.
Према попису из 2022. у Ковачици је живело 5.398 становника.
Поред барокног здања старе словачке евангелистичке цркве подигнуте 1828. године, у центру насеља, пре неколико година саграђена је нова православна црква, поред Дома здравља, на западној страни места. Храм је пројектован у српско-византијском стилу и посвећен празнику Покрову Пресвете Богородице, који се још опрема. Ковачичка православна парохија је дуго била парохијска филијала оне у Дебељачи. Месни парох је сада поп Веселин Тодоровић, родом из Панчева, који предаје веронауку у основној и средњој школи.
Овде се налази Гимназија Михајло Пупин (Ковачица), која 2017. године обележава 50 година постојања.

## Називи
Ковачица је позната по још неким називима на другим језицима: слч. Kovačica, мађ. Antalfalva, рум. Kovăciţa, Covăciţa.

## Демографија
У општини Ковачица живи 17.244 пунолетних становника, а просечна старост становништва износи 40,1 година (38,6 код мушкараца и 41,6 код жена). У насељу има 103 домаћинства, а просечан број чланова по домаћинству је 2,70. Ово место је углавном насељен Словацима (према попису из 2002. године). Словаци из Ковачице су евангелисти, али такође у Ковачици делују и друге цркве.
|             | \| Демографија[12] \| Демографија[12] \| Демографија[12] \| \| Година \| Становника \| Становника \| \| --------------- \| --------------- \| --------------- \| \| 1948. \| 6.359 \| \| \| 1953. \| 6.674 \| \| \| 1961. \| 6.990 \| \| \| 1971. \| 7.119 \| \| \| 1981. \| 7.357 \| \| \| 1991. \| 7.426 \| 7.249 \| \| 2002. \| 6.764 \| 6.955 \| \| 2011. \| 6.259 \| \| |            |
| Демографија | |            |
| Година      | Становника | Становника |
| 1948.       | 6.359 |            |
| 1953.       | 6.674 |            |
| 1961.       | 6.990 |            |
| 1971.       | 7.119 |            |
| 1981.       | 7.357 |            |
| 1991.       | 7.426 | 7.249      |
| 2002.       | 6.764 | 6.955      |
| 2011.       | 6.259 |            |

| Етнички састав према попису из 2022. ‍ | Етнички састав према попису из 2022. ‍ | Етнички састав према попису из 2022. ‍ | Етнички састав према попису из 2022. ‍ | Етнички састав према попису из 2022. ‍ |
| ------------------------------------- | ------------------------------------- | ------------------------------------- | ------------------------------------- | ------------------------------------- |
|                                       |                                       |                                       |                                       |                                       |
| Словаци                               | Словаци                               |                                       | 4.130                                 | 76,50%                                |
| Срби                                  | Срби                                  |                                       | 615                                   | 11,39%                                |
| Роми                                  | Роми                                  |                                       | 103                                   | 1,91%                                 |
| непознато                             | непознато                             |                                       | 413                                   | 7,65%                                 |
| укупно: 5.398                         |                                       |                                       |                                       |                                       |

| Етнички састав према попису из 2011.‍ | Етнички састав према попису из 2011.‍ | Етнички састав према попису из 2011.‍ | Етнички састав према попису из 2011.‍ | Етнички састав према попису из 2011.‍ |
| ------------------------------------ | ------------------------------------ | ------------------------------------ | ------------------------------------ | ------------------------------------ |
|                                      |                                      |                                      |                                      |                                      |
| Словаци                              | Словаци                              |                                      | 5.142                                | 82,15%                               |
| Срби                                 | Срби                                 |                                      | 593                                  | 9,47%                                |
| Роми                                 | Роми                                 |                                      | 159                                  | 2,54%                                |
| Мађари                               | Мађари                               |                                      | 34                                   | 0,54%                                |
| Румуни                               | Румуни                               |                                      | 28                                   | 0,44%                                |
| Албанци                              | Албанци                              |                                      | 24                                   | 0,38%                                |
| Југословени                          | Југословени                          |                                      | 22                                   | 0,35%                                |
| Македонци                            | Македонци                            |                                      | 13                                   | 0,20%                                |
| Хрвати                               | Хрвати                               |                                      | 13                                   | 0,20%                                |
| Црногорци                            | Црногорци                            |                                      | 7                                    | 0,11%                                |
| Муслимани                            | Муслимани                            |                                      | 3                                    | 0,04%                                |
| Руси                                 | Руси                                 |                                      | 3                                    | 0,04%                                |
| Бугари                               | Бугари                               |                                      | 2                                    | 0,03%                                |
| Русини                               | Русини                               |                                      | 2                                    | 0,03%                                |
| Бошњаци                              | Бошњаци                              |                                      | 1                                    | 0,01%                                |
| Буњевци                              | Буњевци                              |                                      | 1                                    | 0,01%                                |
| Словенци                             | Словенци                             |                                      | 1                                    | 0,01%                                |
| остали                               | остали                               |                                      | 9                                    | 0,14%                                |
| Регионална припадност                | Регионална припадност                |                                      | 27                                   | 0,43%                                |
| неизјашњени                          | неизјашњени                          |                                      | 157                                  | 2,50%                                |
| непознато                            | непознато                            |                                      | 19                                   | 0,30%                                |
| укупно: 6.259                        |                                      |                                      |                                      |                                      |

| Година пописа     | 1948. | 1953. | 1961. | 1971. | 1981. | 1991. | 2002. |
| ----------------- | ----- | ----- | ----- | ----- | ----- | ----- | ----- |
| Број домаћинстава | 1.583 | 1.793 | 2.021 | 2.187 | 2.504 | 2.606 | 2.503 |

| Број чланова      | 1   | 2   | 3   | 4   | 5   | 6  | 7  | 8 | 9 | 10 и више | Просек |
| ----------------- | --- | --- | --- | --- | --- | -- | -- | - | - | --------- | ------ |
| Број домаћинстава | 559 | 667 | 550 | 520 | 139 | 49 | 12 | 3 | 3 | 1         | 2,70   |

| Пол    | Укупно | Неожењен/Неудата | Ожењен/Удата | Удовац/Удовица | Разведен/Разведена | Непознато |
| ------ | ------ | ---------------- | ------------ | -------------- | ------------------ | --------- |
| Мушки  | 2.818  | 817              | 1.789        | 123            | 70                 | 19        |
| Женски | 2.890  | 429              | 1.806        | 537            | 96                 | 22        |
| УКУПНО | 5.708  | 1.246            | 3.595        | 660            | 166                | 41        |

| Пол    | Укупно                    | Пољопривреда, лов и шумарство | Рибарство                            | Вађење руде и камена | Прерађивачка индустрија       |
| ------ | ------------------------- | ----------------------------- | ------------------------------------ | -------------------- | ----------------------------- |
| Мушки  | 1.462                     | 440                           | 0                                    | 0                    | 361                           |
| Женски | 757                       | 76                            | 0                                    | 0                    | 198                           |
| УКУПНО | 2.219                     | 516                           | 0                                    | 0                    | 559                           |
| Пол    | Производња и снабдевање   | Грађевинарство                | Трговина                             | Хотели и ресторани   | Саобраћај, складиштење и везе |
| Мушки  | 27                        | 222                           | 128                                  | 16                   | 61                            |
| Женски | 1                         | 14                            | 116                                  | 19                   | 12                            |
| УКУПНО | 28                        | 236                           | 244                                  | 35                   | 73                            |
| Пол    | Финансијско посредовање   | Некретнине                    | Државна управа и одбрана             | Образовање           | Здравствени и социјални рад   |
| Мушки  | 6                         | 13                            | 76                                   | 29                   | 24                            |
| Женски | 22                        | 27                            | 54                                   | 62                   | 76                            |
| УКУПНО | 28                        | 40                            | 130                                  | 91                   | 100                           |
| Пол    | Остале услужне активности | Приватна домаћинства          | Екстериторијалне организације и тела | Непознато            | Непознато                     |
| Мушки  | 30                        | 2                             | 0                                    | 27                   | 27                            |
| Женски | 28                        | 38                            | 0                                    | 14                   | 14                            |
| УКУПНО | 58                        | 40                            | 0                                    | 41                   | 41                            |

## Град побратим
- Бањска Бистрица,  Словачка

## Галерија
- Ковачица
- Ковачица на разгледници
- Словачке девојке и момци из Ковачице у народним ношњама спремни за игранку. Тридесете године 20. века
- Словачки црквени хор Ковачица (1943)
- Учесници представе Pekná, nová, maľovaná kolíska (1925)
- Деца глумци, учесници позоришне представе V zajatí piadimužíkov са редитељком Мартом Цицковом (1946)
- Учитељски колектив словачке школе у Ковачици (1939)
- Чланови Добровољног ватрогасног друштва Ковачица на прослави десетогодишњице друштва (1942)
- Биста Михајла Пупина
- Фабрика обуће УКУС
- Дом здравља
- Хотел парк
- ПИО фонд
- Пошта
- Млин
- Зграда железничке станице
- Словачка евангелистичка црква
- Предајник
- Галерија наивне уметности

### Наивно сликарство у Ковачици
- Галерија наивне уметности у Ковачици
- Део Галерије посвећен Зузани Халуповој
- Слике Владимира Бобоша
- Слика Мартина Јонаша
- Слике Јана Књазовица
- Мурал поклоњен Пупиновом Меморијалном комплексу у Идвору

#### Мапе
- Мапе, аеродроми и временска ситуација локација (Fallingrain)
- Гугл сателитска мапа (Maplandia)
- План насеља на мапи (Mapquest)